# Telerealitat
La telerealitat (en anglès, reality television) és un gènere televisiu en el qual es mostra el que els succeeix a persones reals, en contraposició amb les emissions de ficció on es mostra el que passa a personatges ficticis (personatges interpretats per actors), d'aquí el seu efecte de realitat. Dins d'aquest gènere hi ha programes de diversos formats, habitualment magazins i concursos, i que reben el nom de programa de telerealitat o xou d'impacte (reality show en anglès).

## Tipus
Existeixen tres tipus principals de tele realitat:
- Observador passiu: la càmera observa passivament les actituds d'una persona o d'un grup de persones.
- Càmera oculta: la càmera observa a persones que ignoren que són gravades. S'acostuma a utilitzar en programes que fan bromes o enfronten a la gent en situacions inversemblants i filmen les seves reaccions per a entretenir l'audiència.
- Concurs de telerealitat: en aquest tipus d'emissions un grup de persones en un ambient tancat competeixen per un premi, mentre són observats de forma continuada per les càmeres.

## Característiques
D'aquesta forma, s'ha de destacar tres característiques dels xous d'impacte:
- Mostra d'una sèrie de fets que, estrictament, no es poden incloure dins les categories de realitat i ficció, si no que són la manifestació d'una nova forma de ser: l'hiperrealisme televisiu.
- Les accions dels personatges invitats sol basar-se a mostrar públicament fets relacionats amb la seva vida privada.
- Exigeixen la col·laboració de persones no professionals del medi. L'objectiu pot ser reforçar la interactivitat entre la televisió i l'espectador.

## Funcions
Els teòrics estableixen una classificació dels programes depenent de les funcions socials que s'han atribuït a la televisió que són les de formar, informar i distraure, de les quals deriven respectivament els programes educatius, informatius i d'entreteniment.
Són molts els autors que coincideixen que aquest gènere no pertany en exclusiva ni al gènere informatiu, ni a l'educatiu, ni al de l'espectacle, ni al real, ni al fictici, si no que pertany a tots al mateix temps, el que el converteix en un gènere "total".
Els xous d'impacte representen la manera en què la televisió encarna les noves funcions a les que tant el canvi social com les noves maneres d'entendre la comunicació televisiva han conduït. Aquests canvis produïts durant les últimes dècades són: la pèrdua de credibilitat de les ideologies globalitzants, les constriccions que els esdeveniments econòmics projecten sobre l'acció política, l'aparició de nombrosos escàndols sobre el comportament de la classe política, els resultats de la crisi econòmica, el gran distanciament entre electors i elegits, la inflació informativa... A més la convivència entre professionals dels mitjans i els polítics han creat una opacitat en la informació que ha arruïnat l'autoritat i la legitimitat que posseïen les institucions.

## Modalitats recurrents a la telerealitat
Els elements comuns que caracteritzen als xous d'impacte són els personatges i les seves històries presumptivament agafades de la vida quotidiana. El protagonista, normalment, se'l presenta com un ciutadà de la mitja, gent normal i corrent que està disposada a actuar com una estrella de la pantalla a canvi de fer pública la seva vida privada. El subjecte anònim de la gran massa es converteix en una "estrella", ja que una de les funcions dels mitjans de comunicació és atorgar un estatus.
Un xou d'impacte inclou procediments semblants als informatius: notícies sobre determinats fets, documents, connexions en directe, avanços d'agenda i enviats especials o corresponsals a l'estranger.
- Tipus supervivència: un grup heterogeni de persones és portat a un indret remot sense serveis elementals, en el qual hauran de cercar l'aliment i hauran de competir per obtenir productes elementals. Entre la varietat de realytis d'aquest tipus podem trobar-hi a Survivor, La Isla de los Famosos, el Conquistador del Fin del Mundo, Consquistadores del Fin del Mundo.[5]
- Tipus tancament: un grup heterogeni de joves d'ambdós sexes han de conviure durant un determinat temps en una casa formant aliances i tramant estratègies per a no ésser expulsats pel vot dels espectadors. Entre la varietat de xous d'aquest tipus podem trobar a Big Brother (programa de televisió) i The Farm. Nova fórmula de "Erletxea" mostrant les vicissituds d'un grup d'urbanites en un entorn rural.[6]
- Tipus Acadèmia Artística: un grup d'aspirants a artistes, ja siguin actors, cantants, etc., són seleccionats per habitar una escola d'art tancada, on reben lliçons i són eliminats en funció de la seva habilitat jutjada per jutges o bé pel vot dels espectadors. Entre la varietat de xous tipus artístic podem torbar-hi a American Idol, Star Academy (programa de televisió), Popstars i The X Factor.[7]
- Tipus Solter: un home o una dona solters, usualment rics o famosos, hauran d'escollir entre un grup de pretendents. En aquesta classe d'emissions, sol ser el solter el que decideix qui prossegueix en la competició. Entre la varietat de xous tipus solter podem trobar a Flavor of Love.[8]
- Tipus Models: un grup de noies concursen per aconseguir un contracte professional com a models. Entre la varietat de xous tipus Models podem trobar-hi a America's Next Top Model, Chica 7 Dias 7 Noches, Supermodelo, Super M 2003.[9]
- Tipus Recerca de Feina: Un grup de participants se sotmet a les regles dictades per un empresari a canvi d'obtenir una feina per a treballar en una de les seves empreses. El programa típic d'aquesta nova tendència es L'Aprenent (The Apprentice), programa de la cadena televisiva NBC i conduït per l'empresari nord-americà Donald Trump. A l'Amèrica Llatina s'han produït tres versions: Una brasilera conduïda per l'empresari Roberto Justus per la cadena televisiva Rede Record, una a Colombia amb l'empresari turístic d'origen francès Jean-Claude Bessudo per la televisió Canal Caracol i un altre als Estats Units, conduïda per la reconeguda Martha Stewart, la seva versió utilitza el mateix nom del programa de Trump (The Apprentice/L'Aprenent: Martha Stewart). També projectes solidaris amb base formativa com "Oido Cocina" a Cuatro. Una altra variant seria la de Who Want to Be a Superhero?, un xou conduït per Stan Lee en la qual els seus concursants participen interpretant un personatge de la seva pròpia invenció i passant diferents proves, el guanyador de la qual rep un còmic escrit pel mateix Lee sobre el seu personatge i una pel·lícula a Sci Fi
- Tipus Coneix la meva vida: en aquest tipus de xous, persones famoses o ja establertes dins el món de l'entreteniment, obren "lliurement" les portes de la seva casa o de la seva vida en general, perquè les càmeres puguin gravar tot el que succeeixi durant un dia normal en les seves vides, les seves relacions sentimentals, les seves ocupacions artístiques/professionals, etc. Per norma aquests fets són gravats a la pròpia casa de l'artista, o en qualsevol lloc on es desplaci. Entre aquest tipus de xous podem anomenar: The Osbournes, The Ashlee Simpson Show, Newlyweeds (Programa que va dura mentre van estar casats Jessica Simpson i Nick Lachey), Hogan Knows Best, Britney and Kevin: Chaotic, House of Carters, entre d'altres.[10]

- Tipus Estratègia: en aquest tipus de xous els concursants hauran d'anar eliminant a altres concursants mitjançant estratègies de joc, entre aquests, trobem: El talp  o El Juego de Judas.[11]